# Нижньонагольчицька селищна рада
Нижньонаго́льчицька се́лищна ра́да — адміністративно-територіальна одиниця та орган місцевого самоврядування в Антрацитівському районі Луганської області. Адміністративний центр — селище міського типу Нижній Нагольчик.

## Загальні відомості
Нижньонагольчицька селищна рада утворена в 1938 році.
- Територія ради: 63,28 км²
- Населення ради: 1637 осіб (станом на 2015 рік)[1]
- Територією ради протікає річка Нагольна

## Адреса селищної ради
94686, Луганська обл., Антрацитівський р-н, смт. Нижній Нагольчик, вул. Леніна, 78.

## Населені пункти
Населені пункти, що відносяться до селищної ради.
| № | Назва            | Тип | Рік заснування | Площа км² | Населення (2001), ос. |
| - | ---------------- | --- | -------------- | --------- | --------------------- |
| 1 | Нижній Нагольчик | смт | 1801           | 12,18     | 1759                  |

## Склад ради
Рада складається з 18 депутатів та голови.
- Голова ради: Матвєєва Любов Іванівна
- Секретар ради: Дубинська Надія Олександрівна

### Керівний склад попередніх скликань
| Прізвище, ім'я, по батькові | Основні відомості                                                        | Дата обрання | Дата звільнення |
| --------------------------- | ------------------------------------------------------------------------ | ------------ | --------------- |
| Матвєєва Любов Іванівна     | Селищний голова, 1951 року народження, освіта вища, член Партії регіонів | 26.03.2006   | 31.10.2010      |
| Матвєєва Любов Іванівна     | Селищний голова, 1951 року народження, освіта вища, член Партії регіонів | 31.10.2010   |                 |

Примітка: таблиця складена за даними сайту Верховної Ради України

### Депутати
За результатами місцевих виборів 2010 року депутатами ради стали:

#### За суб'єктами висування
| Суб'єкт висування           | Кількість обраних депутатів | %    |
| --------------------------- | --------------------------- | ---- |
| Партія регіонів             | 17                          | 94,4 |
| Комуністична партія України | 1                           | 5,6  |

#### За округами
| № округу                    | Прізвище, ім'я, по батькові   | Дата визнання обраним | Освіта             | Партійна приналежність            | Відомості про обраного депутата                                                                  |
| --------------------------- | ----------------------------- | --------------------- | ------------------ | --------------------------------- | ------------------------------------------------------------------------------------------------ |
| Комуністична партія України |                               |                       |                    |                                   |                                                                                                  |
| 12                          | Деренко Михайло Іванович      | 04.11.2010            | середня            | член Комуністичної партії України | Агрофірма «Донбасс», вартівник                                                                   |
| Партія регіонів             |                               |                       |                    |                                   |                                                                                                  |
| 1                           | Ганіна Олена Юріївна          | 04.11.2010            | вища               | член Партії регіонів              | Нижньонагольчицька загальноосвітня школа I-III ст. ім. В. В. Шевченка, вчитель початкових класів |
| 2                           | Головіна Ніна Тихонівна       | 04.11.2010            | середня спеціальна | член Партії регіонів              | Нижньонагольчицька селищна рада, спеціаліст І категорії, землевпорядник                          |
| 3                           | Матвєєва Олена Олександрівна  | 04.11.2010            | незакінчена вища   | член Партії регіонів              | Дитячий садок «Веселка», помічник вихователя                                                     |
| 4                           | Ганіна Катерина Миколаївна    | 04.11.2010            | вища               | член Партії регіонів              | Нижньонагольчицька загальноосвітня школа I-III ст. ім. В. В. Шевченка, педагог-організатор       |
| 5                           | Романенко Ольга Вікторівна    | 04.11.2010            | вища               | член Партії регіонів              | Нижньонагольчицька загальноосвітня школа I-III ст. ім. В. В. Шевченка, вчитель української мови  |
| 6                           | Нестеренко Олена Анатоліївна  | 04.11.2010            | вища               | член Партії регіонів              | Нижньонагольчицька загальноосвітня школа I-III ст. ім. В. В. Шевченка, вчитель початкових класів |
| 7                           | Єфременко Ганна Сергіївна     | 04.11.2010            | середня спеціальна | член Партії регіонів              | тимчасово не працює                                                                              |
| 8                           | Мозгова Олена Миколаївна      | 04.11.2010            | середня            | член Партії регіонів              | тимчасово не працює                                                                              |
| 9                           | Нестеренко Юлія Станіславівна | 04.11.2010            | середня спеціальна | член Партії регіонів              | Нижньонагольчицька лікарська амбулаторія сімейної медицини, медична сестра                       |
| 10                          | Вінникова Наталія Вікторівна  | 04.11.2010            | вища               | член Партії регіонів              | Нижньонагольчицька загальноосвітня школа I-III ст. ім. В. В. Шевченка, вчитель української мови  |
| 11                          | Романенко Микола Іванович     | 04.11.2010            | середня            | член Партії регіонів              | пенсіонер                                                                                        |
| 13                          | Бєліков Максим Юрійович       | 04.11.2010            | вища               | член Партії регіонів              | ДВАТ "Шахта «Комсомольська», гірник                                                              |
| 14                          | Матвєєв Євген Васильович      | 04.11.2010            | вища               | член Партії регіонів              | Нижньонагольчицька загальноосвітня школа I-III ст. ім. В. В. Шевченка, вчитель музики            |
| 15                          | Сергієнко Феодосія Іванівна   | 04.11.2010            | вища               | член Партії регіонів              | Антрацитівський міський відділ земельних ресурсів, бухгалтер                                     |
| 16                          | Дубинська Надія Олександрівна | 04.11.2010            | вища               | член Партії регіонів              | Нижньонагольчицька селищна рада, секретар                                                        |
| 17                          | Литвинова Наталія Іванівна    | 04.11.2010            | вища               | член Партії регіонів              | Антрацитівська районна державна адміністрація, держреєстратор                                    |
| 18                          | Литвинова Тетяна Миколаївна   | 04.11.2010            | вища               | член Партії регіонів              | Дитячій садок «Веселка», вихователь                                                              |